# 水族館

現時為全球最大的喬治亞水族館

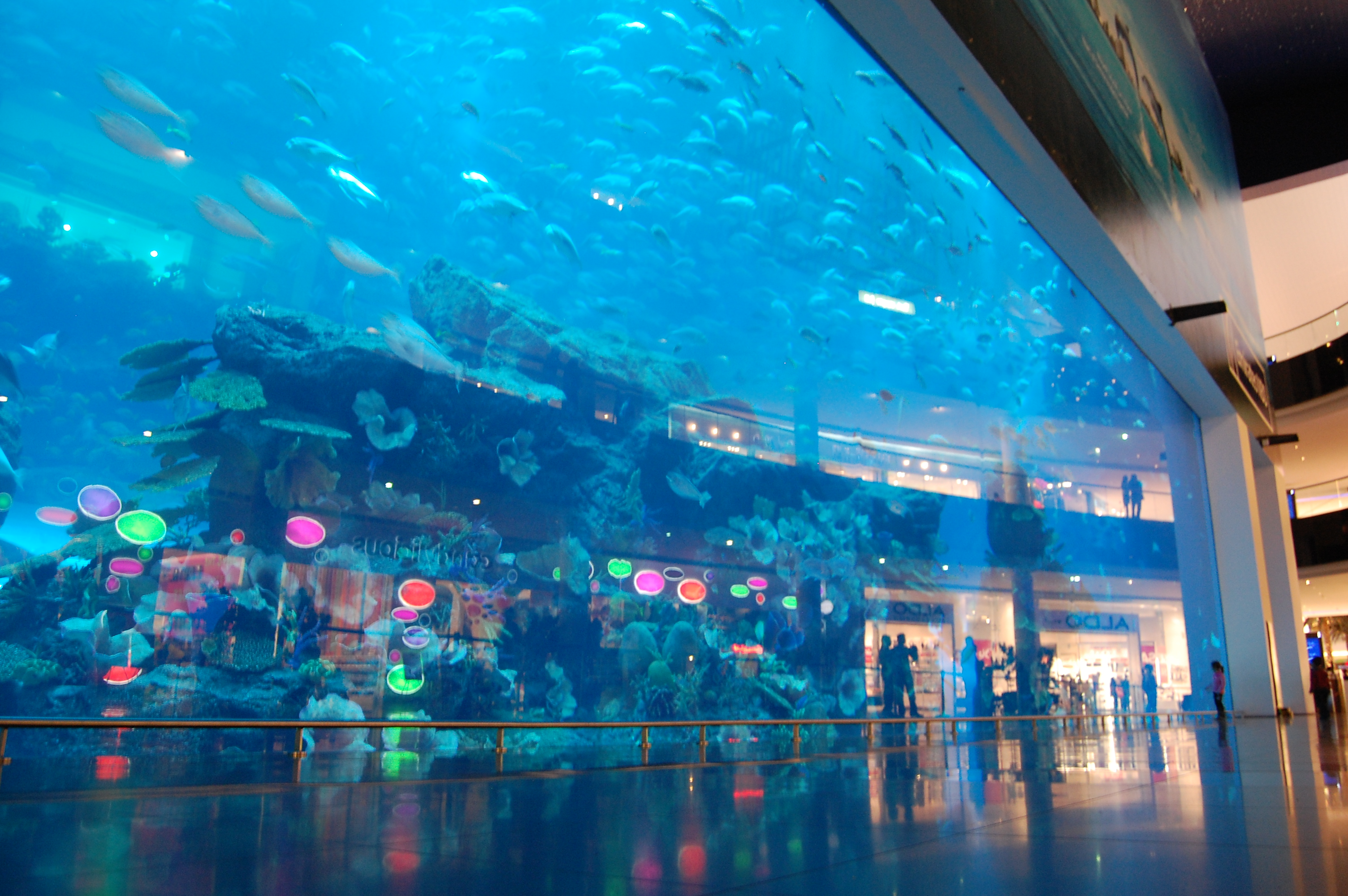
位於商場內的水族館

水族館是開放予公眾觀賞水生物種的建築物。大部份的公眾水族館都有數個較小的水族箱，及1個或幾個的大型水族箱。大型水族箱的水容量可達數千，甚至逾萬立方米，可以飼養大型物種，如海豚、鯊魚、白鲸。半水生動物如水獺、企鵝、海獅、海豹亦可飼養於水族館內。水族館通常有專門的研究人員，負責記錄跟研究園內物種的生境及生活規律。
水族館與動物園及博物館在運作上相類似。一座良好水族館應有特別的展覽，包括其長駐的物種，以吸引遊客再次光臨。近年，大型水族館都嘗試取得及育養多個品種的海洋魚類，甚至是水母。亦有部份水族館設有動物互動園（petting zoo），例如，蒙特利海灣水族館有一個淺水水族箱，飼養著一些鰩魚，遊客可觸摸鰩魚似皮革的皮膚。
優秀的水族館通常都附設有重要的海洋學研究機構，進行深入研究計劃，此外，為讓陸地上的人類一窺水下陌生世界的神祕複雜與珍貴性，也具有對外作為大眾教育、生態美學與食文化之重要性，水族館內亦會推行很多社會環境及物種保育工作，不過對於某些高智商海洋生物（鯨、豚）等，圈養的福利也是備受關注。

## 歷史
全球第一座水族館於1853年由英国博物学家飞利浦·亨利·戈斯在倫敦麗晶公園開幕，戈斯也是“水族館”（aquarium）一词英文的发明者。馬戲大師費尼爾司·泰勒·巴納姆亦隨即於紐約百老匯建成美國首座水族館。參照底特律、紐約、旧金山的例子，美國主要城市的公眾水族館亦陸續開幕。

## 水族館之最
謝德水族館位於美國芝加哥，擁有容量達5百萬美制加侖（約19,000立方米）的巨型水族箱，飼養著2萬條魚。這個水族箱曾經是全球最大的。

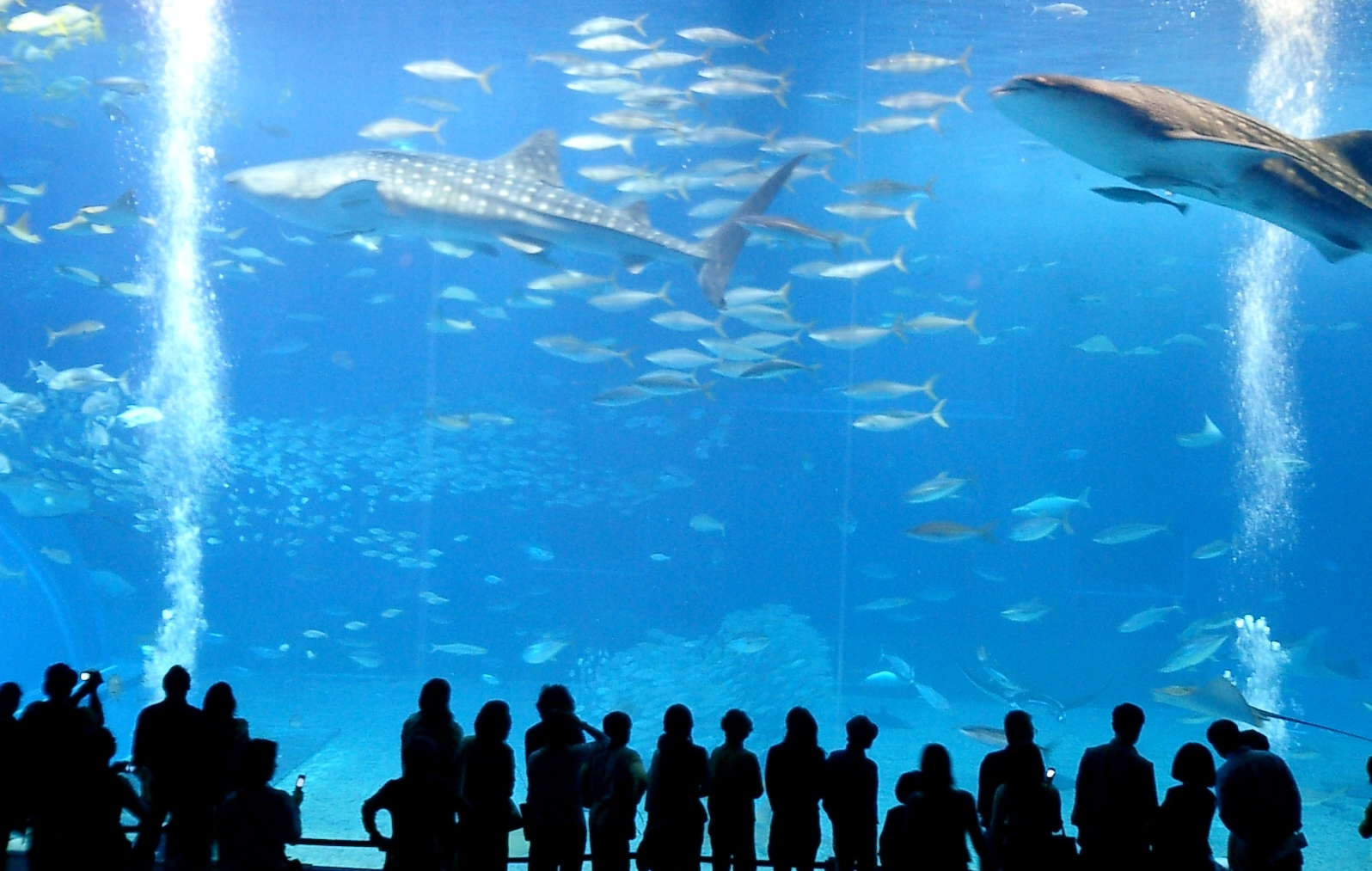
沖繩美麗海水族館的水族箱，相片中可見兩條鯨鯊

但這個紀錄隨後被美國亚特兰大喬治亞州的喬治亞水族館打破。喬治亞水族館內有容量達8百萬美制加侖（約30,000立方米），飼養著500種物種，共10萬隻動物。而即將落成的杜拜購物中心聲稱將會取代喬治亞水族館的地位。水族館的水族箱體積，通常是受制於成本的考慮。
蒙特瑞灣水族館內有一個以壓克力建造的觀察窗，可觀賞水族館內的主箱，該觀察窗長17米、高5米、厚33厘米，曾經是全世界最大的水族觀察窗。而最大的觀察窗則設於日本國頭郡本部町海洋博公園內的沖繩美麗海水族館，該觀察窗長22.5米、高8.2米、厚60厘米，而此水族館更為現時全球第二大的水族館。
1985年1月，奧克蘭凱利塔頓水底世界建造了全球首個透明水底隧道。隧道壁以壓克力建造，長達110米，建造歷時10個月，花費達3百萬新西蘭元。
現時全球最長的水底隧道則位於中國上海海洋水族館，長達155米。
北京的北京海洋馆是全世界最大的内陆水族馆，占地达12万平方米。
2006年，香港海洋公園斥資數百萬港元興建了全亞洲最大的水母館，展出超過15種水母，共超過1,500隻水母。水母是難以飼養於封閉空間的，原因是水母在天然環境中從未遇上過牆壁等障礙物，故此沒有避開障礙的本能，以水族箱治養水母，水母只會不斷撞向箱壁，故此，水母展覽多需配合水流。

## 水族館的供水
大多數的水族館都位處接近海洋，以確保天然海水的穩定供應。而謝德水族館則是開創先河的內陸水族館，靠特別的槽車以鐵路運送海水。相反，喬治亞水族館則從城市供水系統中取水，並於水中加入鹽及礦物質調製成海水，其做法如很多家居水族一樣。

## 人工繁殖及保育工作
水族館通常都附設有海洋學研究團隊，甚至是重要的海洋學研究機構，自行進行研究計劃。人工繁殖計劃是其中重要的一環，人工繁殖一方面可以增加對相關物種的認識，而且可減少於野外捕捉物種。 2001年5月，香港海洋公園內的2條雌性樽鼻海豚各誕下2條小海豚，這是世界首項人工受孕繁殖樽鼻海豚。
水族館亦會進行很多環境及物種保育工作，並提高公眾的保育意識。

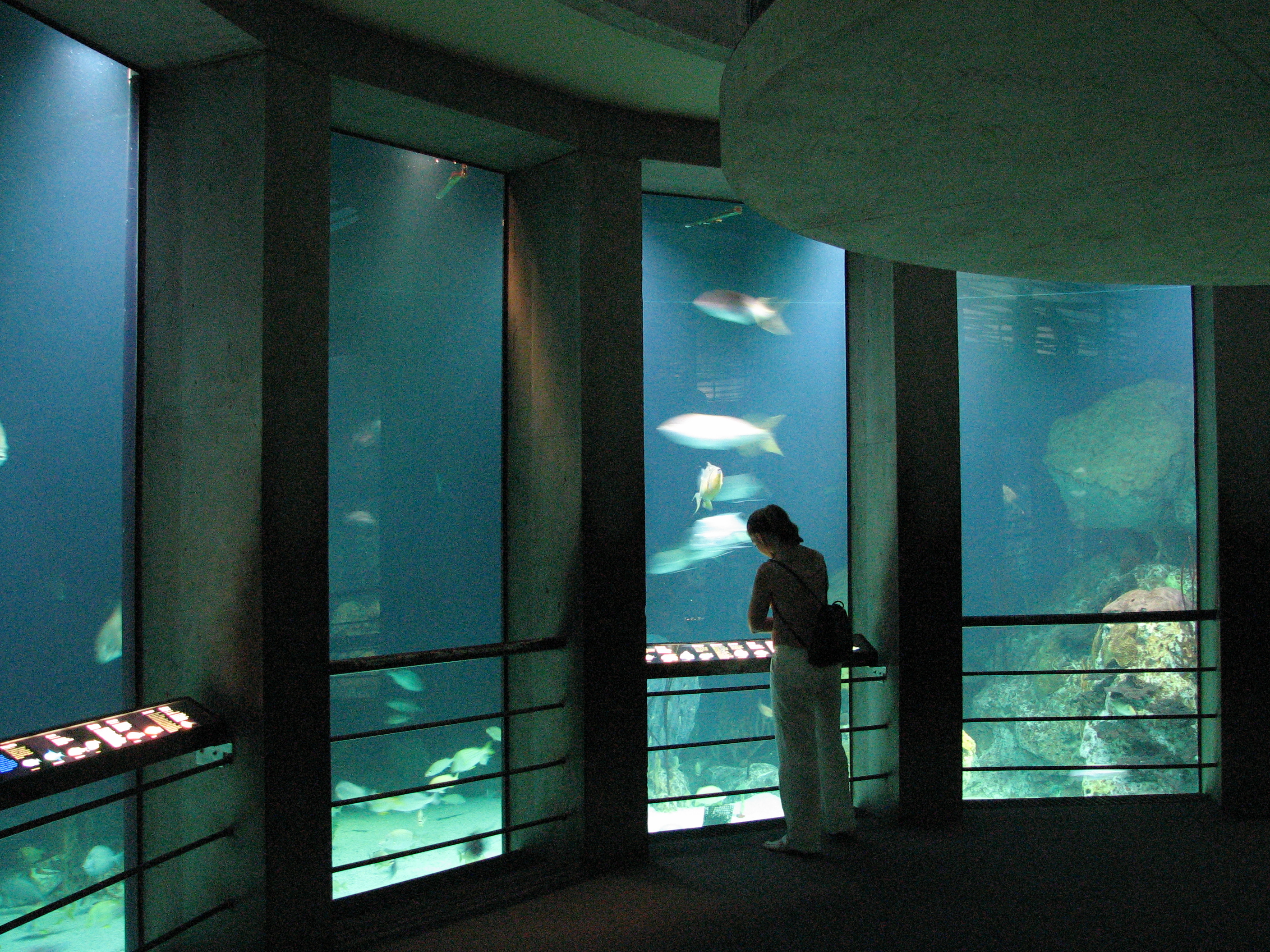
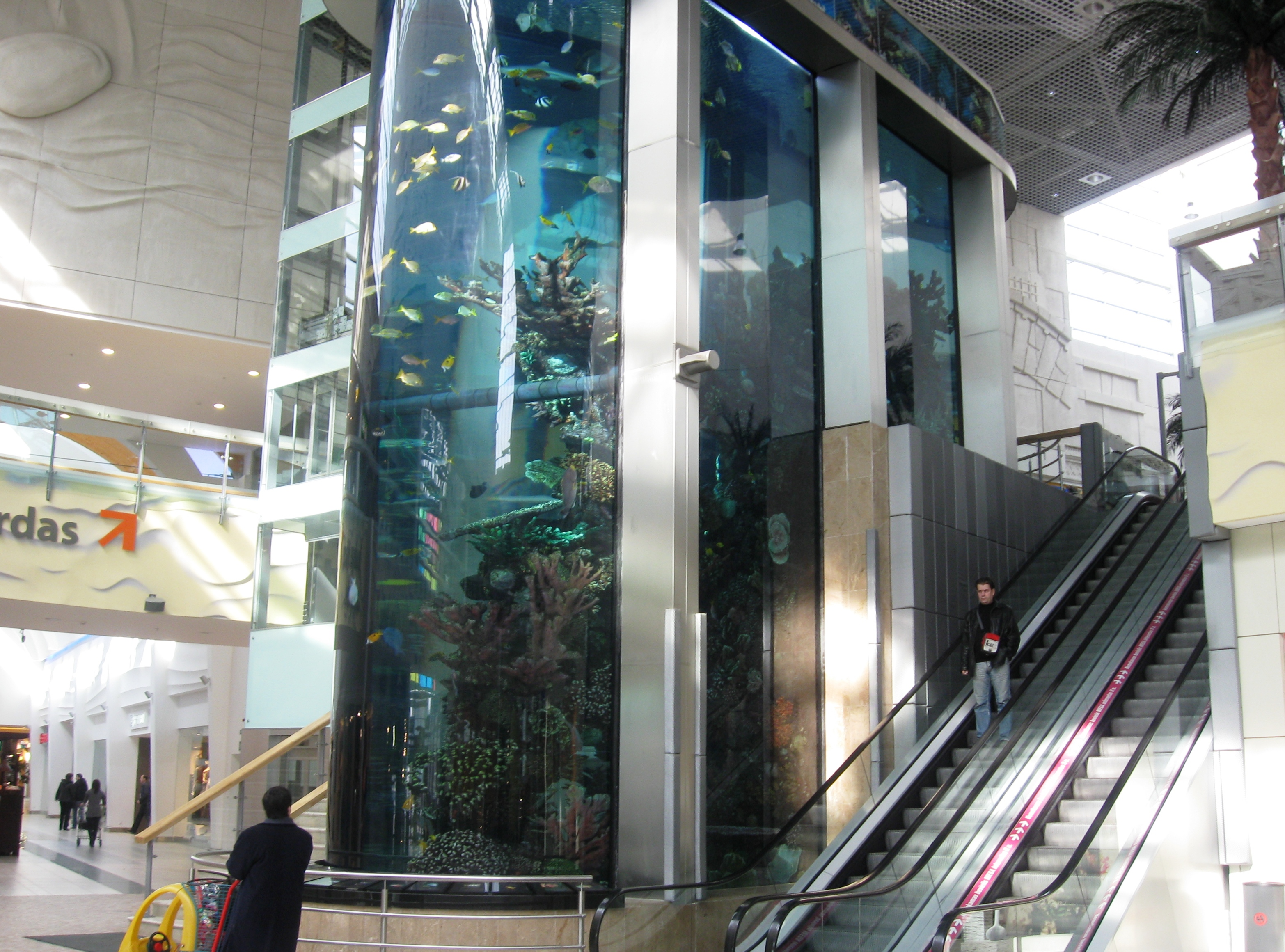
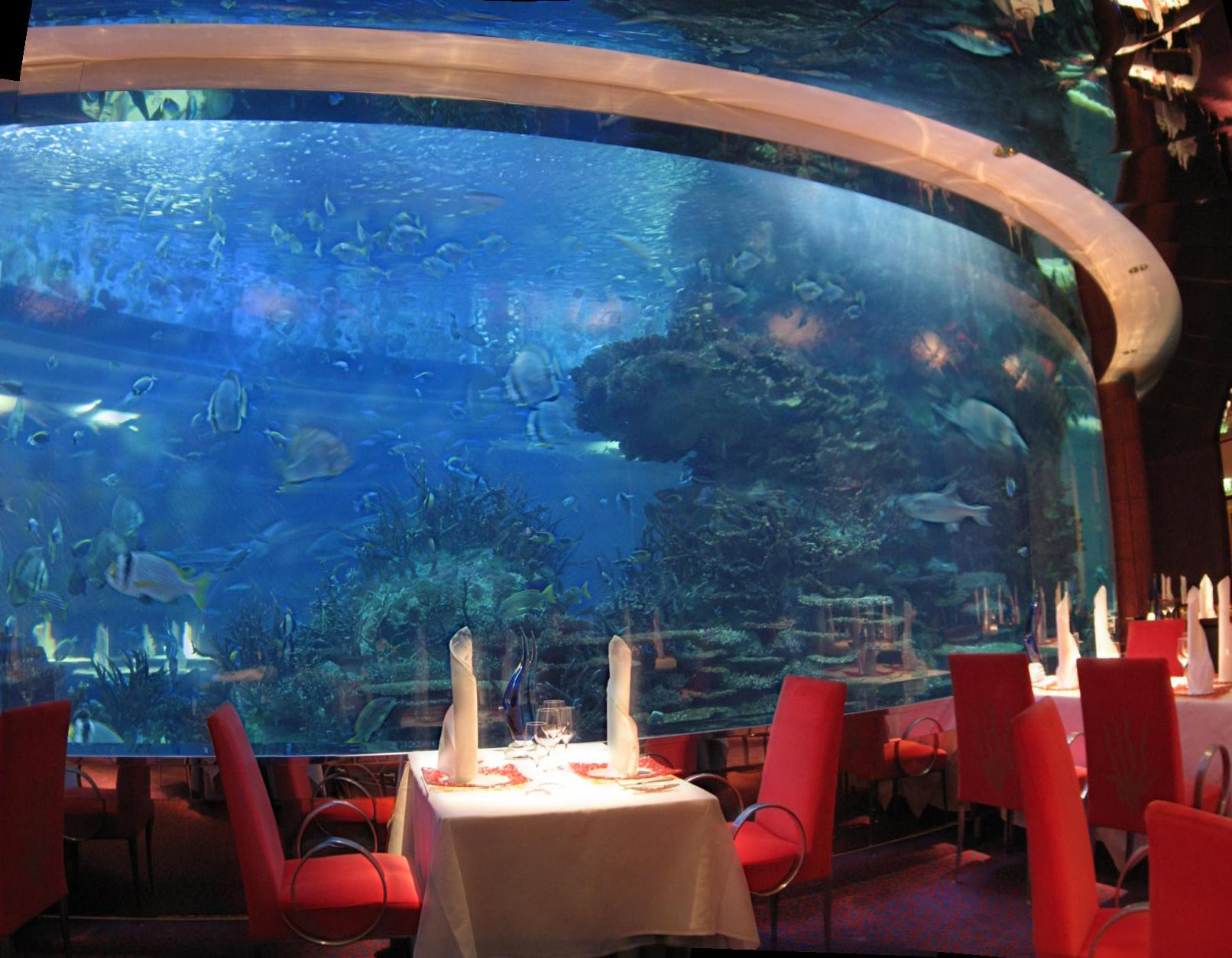
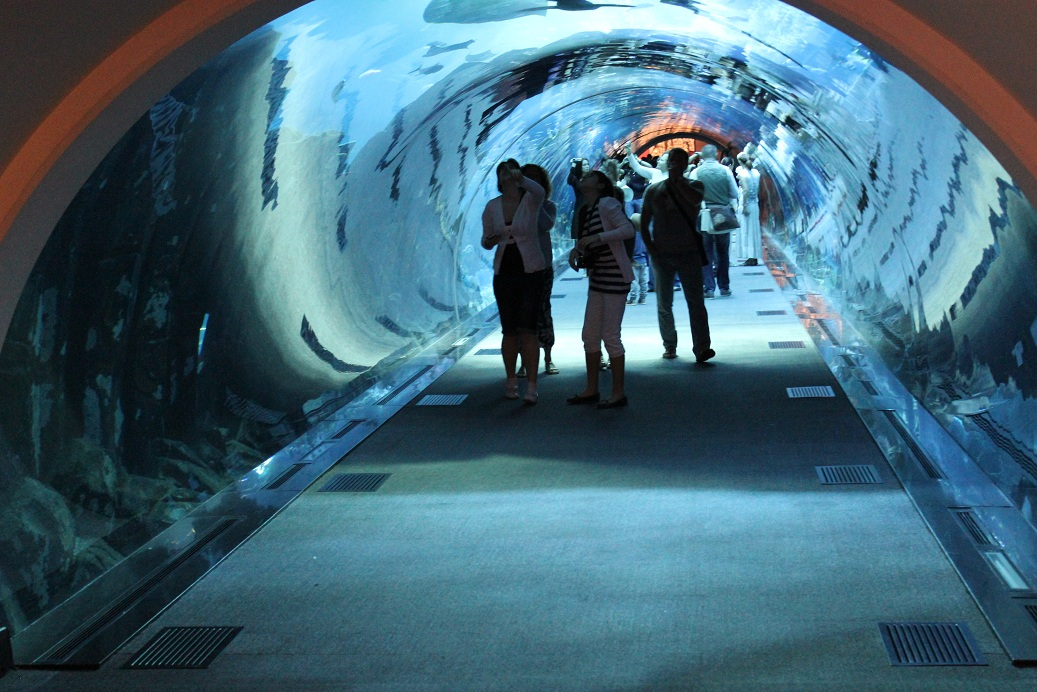

## 外部連結
- 香港海洋公園 （页面存档备份，存于）
- 上海海洋水族館
- 沖繩美麗海水族館
- 謝德水族館 （页面存档备份，存于）
- 喬治亞水族館 （页面存档备份，存于）
- 蒙特利海灣水族館
- 國立海洋生物館（台灣屏東） （页面存档备份，存于）

1. ↑  .   [2024-01-04]. （原始内容存档于2024-01-04）.
2. ↑  .   [2024-01-04]. （原始内容存档于2023-01-31）.